# 1679년
1679년은 일요일로 시작하는 평년이다.

## 연호
- 오주(吳周) 홍화(洪化) 원년
- 동녕(東寧) 영력(永曆) 33년
- 청(淸) 강희(康熙) 18년
- 일본(日本) 엔포(延宝) 7년
- 후 레 왕조(後黎朝) 빈찌(永治) 4년

## 기년
- 오주(吳周) 오세번(吳世璠) 원년
- 동녕(東寧) 연평문왕(延平文王) 17년
- 류큐(琉球) 쇼테이왕(尚貞王) 11년
- 청(淸) 성조 강희제(聖祖 康熙帝) 18년
- 조선(朝鮮) 숙종(肅宗) 5년
- 후 레 왕조(後黎朝) 희종(熙宗) 4년

## 사건
- 프랑스 탐험가 라 사르가 미시시피강을 따라 항해(- 1683).
- 영국에서 인신보호법 공포.
- 무굴제국 제 6대 황제 아우랑제브에 의해 지즈야 부활.
- 남십자자리(남십자성)가 단독의 별자리로 설정된다.
- 비둘기자리가 큰개자리로부터 분리된다.

## 사망
- 12월 4일 - 토마스 홉스 사망